# マートルビーチ・ペリカンズ
マートルビーチ・ペリカンズ（英語: Myrtle Beach Pelicans）は、アメリカ合衆国サウスカロライナ州マートルビーチに本拠地をおくマイナーリーグのプロ野球チーム。MLBのシカゴ・カブス傘下A級チームでカロライナ・リーグ南地区に所属している。本拠地球場はチケット・リターン・ドットコム・フィールド。

## 歴史
1980年に創設されたダーラム・ブルズがルーツである。
1998年、MLBのエクスパンションに伴い、それまでA+級のカロライナ・リーグ所属チームとして提携していたダーラム・ブルズがタンパベイ・デビルレイズ傘下の球団としてAAA級のインターナショナルリーグに昇格加盟で所属することになったため、フランチャイズ権がサウスカロライナ州マートルビーチに移る形で創設。しかし、急遽決まったためにマートルビーチのスタジアム建設が間に合わず、この年はアパラチアンリーグのルーキー級ダンビル・ブレーブスの本拠地を1年間限定で間借りし、チーム名もダンビル・ナインティセブンティーズとしていた。
1999年より予定通りマートルビーチ・ペリカンズとしてフランチャイズを移転し、この年は地区優勝を果たす。5回戦制のリーグチャンピオンシップではウィルミントン・ブルーロックスと対戦。2勝2敗のタイで迎えた第5戦は、ハリケーンの影響で中止となり、両チームが優勝を分け合った。
その後、2011年から2014年までテキサス・レンジャーズ傘下、2015年からはシカゴ・カブス傘下となった。

## 過去の主な所属選手[2]
- ラファエル・ファーカル
- マーカス・ジャイルズ
- ライアン・ランガーハンズ
- トレイ・ホッジス
- マイク・ヘスマン
- アダム・ラローシュ
- アダム・ウェインライト
- マニー・アコスタ
- ブライアン・ペーニャ
- アンディ・マルテ
- スコット・ソーマン
- アダム・スターン
- グレゴール・ブランコ
- J.C.ボスカン
- ドウェイン・ワイズ
- カイル・デイビーズ
- ブレイン・ボイヤー
- アンソニー・レルー
- ホセ・カペラン
- ジェフ・フランコーア
- ブライアン・マッキャン
- ショーン・ホワイト
- ジャロッド・サルタラマッキア
- トミー・ハンソン
- マット・ハリソン
- クリス・メドレン
- エルビス・アンドラス
- ジョニー・ベンタース
- クレイグ・キンブレル
- ジェイソン・ヘイワード
- フレディ・フリーマン
- フリオ・テヘラン
- アローディス・ビスカイーノ
- J.J.フーバー
- ジャスティン・グリム
- マイク・オルト
- ブレット・ニコラス
- ハンサー・アルベルト
- クリスチャン・ビヤヌエバ
- ジョン・エドワーズ
- カイル・ヘンドリックス
- ニック・マルティネス
- ルーグネッド・オドーア
- チチ・ゴンザレス
- ジェラッド・アイコフ
- ホルヘ・アルファーロ
- 尾中博俊
- アレックス・クラウディオ
- キーオン・ケラ
- ジョーイ・ギャロ
- ルイス・ブリンソン
- イアン・ハップ